# نادی‌توکه
نادی‌توکه (به مجاری:  Nagytőke) یک منطقهٔ مسکونی در مجارستان است که در ناحیه سنتش واقع شده‌است. نادی‌توکه ۵۴٫۶۸ کیلومتر مربع مساحت و ۵۰۶ نفر جمعیت دارد.